# 艾登·艾姆别托夫
艾登·阿卡诺维奇·艾姆别托夫（羅馬化：Aidyn Aqanūly Aiymbetov，1972年7月27日—）是一位哈萨克斯坦宇航员。他是在哈萨克斯坦出生的第3位宇航员，也是哈萨克斯坦独立后的第一位以及唯一一位宇航员。

## 早年
艾登·艾姆别托夫1972年7月27日出生于苏联哈萨克苏维埃社会主义共和国塔尔迪库尔干州（今属于阿拉木图州），1989年中学毕业后进入位于俄罗斯阿尔马维尔的库塔霍夫高等军事航空学校，1993年毕业后在哈萨克斯坦空军服役，曾驾驶过L-39、米格-23、米格-27、苏-27等机型，飞行时长超过470小时。

## 宇航员生涯
艾姆别托夫于1993年与2001年两次申请加入宇航员队伍，于2002年11月与穆赫塔尔·艾马卡诺夫被正式选拔成为哈萨克斯坦的第一批宇航员。根据哈萨克斯坦与俄罗斯的联合航天协议框架内，于2003年至2005年在加加林宇航员培训中心接受太空培训，并于2005年获得测试宇航员资格。在2005年至2009年，他接受了国际空间站飞行计划的培训，并一度成为2009年秋季国际空间站发射机组乘员候选人，但因金融危机等原因导致计划推迟。此后他曾在哈萨克斯坦国家航天局任职。

### 国际空间站
联盟TMA-18M

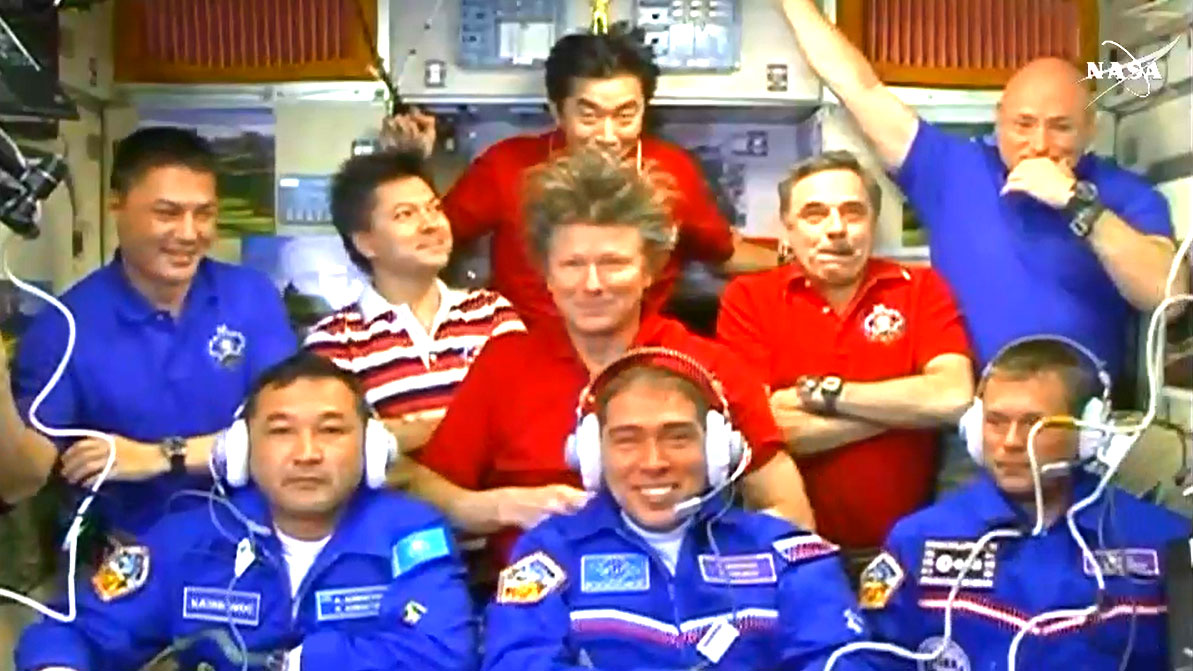
远征44于2015年9月11日的合影

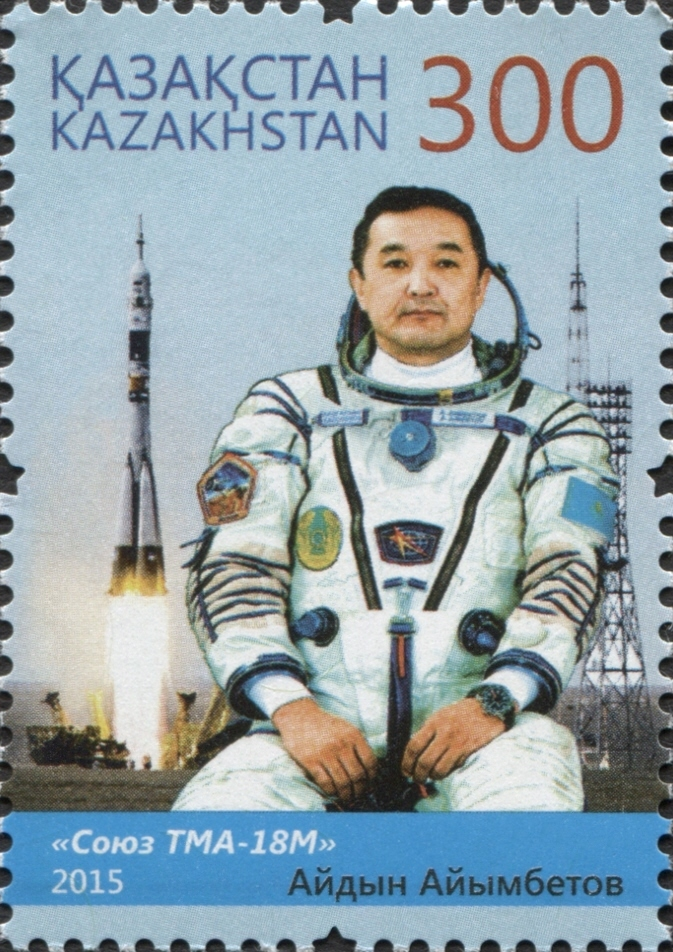
哈萨克斯坦2015年发行的邮票

2015年5月，英国女歌手莎拉·布莱曼因家庭原因，取消了作为太空探险公司客户于2015年9月搭乘联盟TMA-18M前往国际空间站的计划，她的备份、日本企业家高松聪也因他希望在太空进行的艺术项目尚未准备就绪在随后取消了9月的发射计划。2015年6月，俄罗斯航天局宣布，由艾登·艾姆别托夫作为联盟TMA-18M空出来的机组乘员。
2015年9月2日4时37分，艾登·艾姆别托夫以飞行工程师身份与俄罗斯宇航员谢尔盖·沃尔科夫、丹麦宇航员安德烈亚斯·莫根森搭乘联盟TMA-18M升空，9月4日与国际空间站探索号实验舱对接。在太空期间，艾姆别托夫进行了多项物理与太空实验，还将哈萨克斯坦国旗与哈萨克斯坦空军军旗带到太空。9月12日，艾姆别托夫与安德烈亚斯·莫根森、俄罗斯宇航员根纳季·帕达尔卡乘坐联盟TMA-16M返回地球。

### 太空任务总计
| # | 发射载具    | 发射时间（UTC）     | 着陆载具    | 着陆时间（UTC）      | 时长总计    | 舱外活动次数 | 舱外活动时长 |
| - | ----------- | ------------------- | ----------- | -------------------- | ----------- | ------------ | ------------ |
| 1 | 联盟TMA-18M | 2015年9月2日7时37分 | 联盟TMA-16M | 2015年9月12日3时32分 | 9日20时13分 | 0            | 0            |
|   |             |                     |             |                      | 9日20时13分 | 0            | 0            |

## 荣誉
- 哈萨克斯坦英雄（2015年）
- 哈萨克斯坦祖国勋章（俄语：Орден Отечества (Казахстан)）（2014年）
- 哈萨克斯坦宇航员（俄语：Лётчик-космонавт Казахстана）（2015年）